# Gadag-Betageri
Gadag-Betageri (soms ook gespeld als Gadag-Betigiri en vaak afgekort tot Gadag) is de hoofdstad van het district Gadag in de Indiase staat Karnataka. 

## Demografie
Volgens de Indiase volkstelling van 2001 wonen er 154.849 mensen in Gadag-Betageri, waarvan 51% mannelijk en 49% vrouwelijk is. De plaats heeft een alfabetiseringsgraad van 71%.

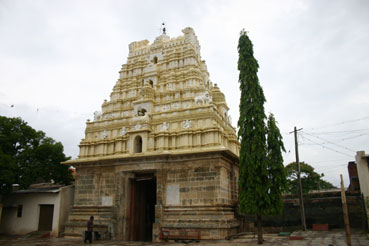
Tempel